# William Floyd
William Floyd (17. prosince 1734, New York (stát) – 4. srpna 1821, New York (stát)) byl americký politik ze státu New York. Byl signatářem Deklarace nezávislosti Spojených států.

## Životopis
Floyd se narodil 17. prosince 1734 v Brookhavenu v provincii New York na Long Islandu v rodině anglického a velšského původu. Byl synem Tabithy Floydové a Nicholla Floyda (1705–1755). Williamův pradědeček byl Richard Floyd, který se narodil v Brecknockshire ve Walesu kolem roku 1620 a byl posledním z bratrů, kteří odešli z Anglie. Nejprve navštívil Jamestown ve Virginii, než se kolem roku 1640 usadil v provincii New York. Kolem roku 1688 jeho dědeček koupil 4 400 akrů od rodiny Tangier Smith v Mastic Neck v Brookhavenu. Williamův otec Nicholl zde postavil dům v roce 1723. Tam se William narodil.

## Politická kariéra
Po otcově smrti v roce 1755 převzal William rodinnou farmu. V počátcích americké revoluční války vstoupil do milice v Suffolku a stal se generálmajorem. Byl delegátem za stát New York na prvním kontinentálním kongresu v letech 1774 až 1776. Od roku 1777 do 1788 byl členem Senátu ve státě New York.
Dne 4. července 1787 byl zvolen čestným členem newyorské pobočky Society of Cincinnati. (Society of Cincinnati je dědičná společnost s pobočkami ve Spojených státech a ve Francii za účelem zachování ideálů a společenství důstojníků kontinentální armády, kteří sloužili v revoluční válce.) V březnu 1789 byl zvolen delegátem na první kontinentální kongres Spojených států. Pracoval tam až do 3. března 1791. Floyd byl prezidentským voličem v roce 1792, hlasoval pro George Washingtona a George Clintona. Floyd, po němž je město Floyd ve státě New York pojmenováno, se stal rezidentem Oneida County v roce 1794.
V roce 1795 Floyd kandidoval na funkci guvernéra za stát New York s Robertem Yatesem na demokraticko-republikánské kandidátce. Byli poraženi federalisty Johne Jayem a Stephenem Van Rensselaerem. Floyd byl znovu prezidentským voličem v roce 1800, hlasoval pro Thomase Jeffersona a Aarona Burra; a v roce 1804, hlasoval pro Thomase Jeffersona a George Clinton. Floyd byl znovu členem Senátu v roce 1808.
Floyd zemřel 4. srpna 1821 a je pohřben na hřbitově Westernville Cemetery v Oneida County.